# Eremitilla mexicana
Eremitilla mexicana är en snyltrotsväxtart som beskrevs av Yatsk. och J.L.Contr.. Eremitilla mexicana ingår i släktet Eremitilla och familjen snyltrotsväxter. Inga underarter finns listade i Catalogue of Life.